# Chiesa di San Ruffino Vescovo e Martire (Scandiano)
La chiesa di San Ruffino Vescovo e Martire è un edificio di culto cattolico situato nell'omonima San Ruffino, frazione di Scandiano, in provincia di Reggio Emilia e diocesi di Reggio Emilia-Guastalla; fa parte del vicariato della Valle del Secchia.

## Storia
La chiesa di San Ruffino è citata per la prima volta in un documento del 944. Successivamente ha avuto un restauro nel 1378 e fino al XVI secolo è dipendente dalla Pieve di Castellarano. Un ulteriore restauro, effettuato alla fine del XVII secolo la ha portata alla conformazione attuale: nel 1688 è stata innalzata la torre campanaria, mentre l'edificio è stato riedificato tra il 1695 e il 1697. Infine nel 1879 è stata ristrutturata la canonica.

## Architettura
L'edificio presenta una sola navata con tre cappelle per lato, comunicanti tra loro e dotate di altare, ad eccezione di una che ospita il fonte battesimale. Il presbiterio termina con un’abside rettangolare. Le decorazioni attuali sono state realizzate dal pittore Cucchi di Correggio nel 1954, sotto la direzione di Monsignor Razzoli. Nella parete di fondo dell’abside è collocata la pala d'altare in legno raffigurante San Ruffino. L’altare maggiore ha un paliotto raffigurante l’Ostia Raggiata.
La chiesa presenta una semplice facciata tripartita orientata liturgicamente. Il campanile, che si conclude con celle a bifora, s'innalza posteriormente, orientato verso sud mentre dietro la chiesa rimane la canonica, con doppio loggiato.